# Coulterville (Illinois)
Coulterville – wieś w Stanach Zjednoczonych, w stanie Illinois, w hrabstwie Randolph.